# 膠質菌

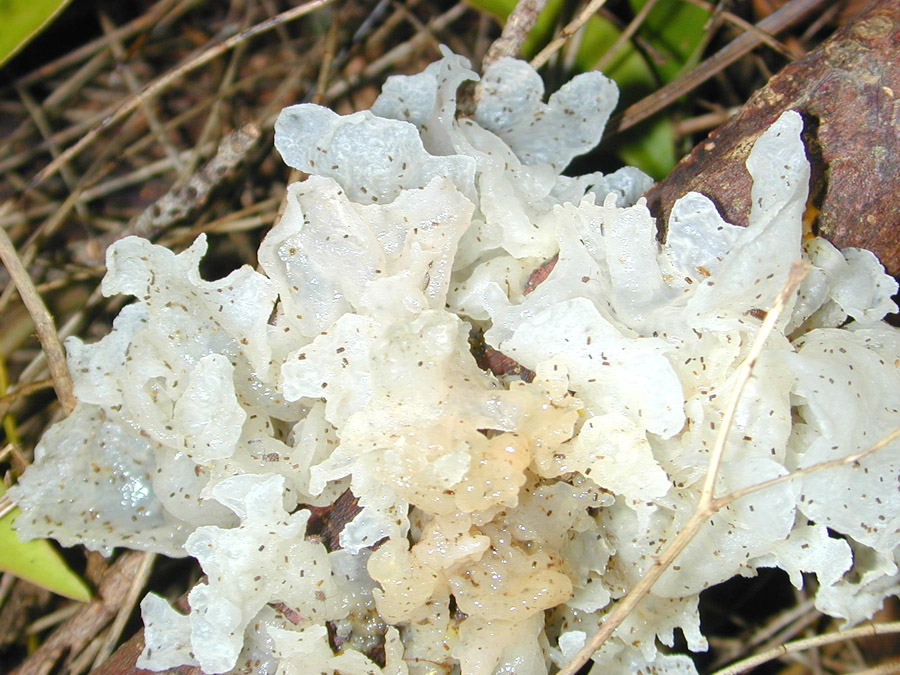

膠質菌 (Jelly fungi)は、異型担子菌綱のいくつかの菌類の側系統群である。ハラタケ亜門のシロキクラゲ目、アカキクラゲ綱、キクラゲ目、ロウタケ目等が含まれる。その葉状で不規則に枝分かれした子実体がゼリーのように見えるため、このように呼ばれる。実際に、多くはゴム質、ゼラチン質である。乾燥すると膠質菌は固くしわしわになり、水に入れると元の形に戻る。
多くの膠質菌は生で食べることができ、毒のある膠質菌は珍しい。しかし、多くは味が良くなく、土の味に似ていると言われる。ただし、例えばシロキクラゲのようにスープ等にすると非常に美味なものもある。

## 一覧
- Ascocoryne sarcoide
- Auricularia auricula-judae（キクラゲ）
- Auricularia polytricha（アラゲキクラゲ）
- Calocera cornea（ツノフノリタケ）
- Calocera viscosa（ニカワホウキタケ）
- Dacrymyces palmatus（ハナビラダクリオキン）
- Dacryopinax spathularia（ツノマタタケ）
- Exidia glandulosa（ヒメキクラゲ）
- Guepiniopsis alpina
- Phlogiotis helvelloides
- Myxarium nucleatum
- Pseudohydnum gelatinosum（ニカワハリタケ）
- Tremella foliacea（ハナビラニカワタケ）
- Tremella fuciformis（シロキクラゲ）
- Tremella mesenterica[3]（コガネニカワタケ）
- Tremellodendron pallidium